# Козлов, Валерий Васильевич
Вале́рий Васи́льевич Козло́в (род. 1 января 1950, Костыли, Рязанская область) — советский и российский математик и механик. Исполняющий обязанности президента Российской академии наук (24 марта — 26 сентября 2017 года), вице-президент Российской академии наук (с 2001 года), директор МИАН имени В. А. Стеклова (2004—2016), академик РАН (2000), доктор физико-математических наук (1978), профессор (1983).
Полный кавалер ордена «За заслуги перед Отечеством».

## Биография
Валерий Васильевич Козлов родился 1 января 1950 года в деревне Костыли Рязанской области. В 1972 году окончил механико-математический факультет МГУ по специальности «механика», однокурсниками были Г. А. Алексеев, В. А. Васенин, С. В. Гувернюк, А. В. Карапетян, В. Е. Павловский, А. Л. Семёнов, Я. В. Татаринов, Е. И. Кугушев, И. М. Кричевер, Б. С. Дубровин, И. Б. Котлобовский. В 1972—1973 годах — аспирант механико-математического факультета МГУ.
В 1974 году защитил диссертацию на соискание учёной степени кандидата физико-математических наук на тему «Качественное исследование движения тяжёлого твёрдого тела в интегрируемых случаях».
В 1978 году защитил докторскую диссертацию на тему «Вопросы качественного анализа в динамике твёрдого тела». С 1983 года — профессор кафедры теоретической механики мехмата МГУ, на которой работал до 1999 года.
В 1988—1991 годах — проректор МГУ по школам для одарённых детей, в 1991—1996 годах — главный учёный секретарь учёного совета МГУ, в 1996—1998 годах — проректор-директор Дирекции административно-хозяйственных подразделений МГУ. В 1998—2001 годах — заместитель министра образования РФ.
C 1999 по 2004 годы возглавлял кафедру математической статистики и случайных процессов механико-математического факультета, а с 2005 года является заведующим кафедрой дифференциальных уравнений.
30 мая 1997 года избран членом-корреспондентом РАН, а 26 мая 2000 года — действительным членом РАН (Отделение проблем машиностроения, механики и процессов управления). 14 ноября 2001 года избран членом Президиума и вице-президентом РАН. В 2004—2016 годах был директором Математического института имени В. А. Стеклова РАН.
Член Совета при Президенте РФ по науке, технологиям и образованию, входил в состав президиума Совета (2004—2012). Председатель комиссии по Уставу РАН, комиссии РАН по работе с молодёжью и Экспертной комиссии по анализу и оценке научного содержания Федерального государственного образовательного стандарта и учебной литературы для начальной, средней и высшей школы. В 2015 году возглавил комиссию Президиума РАН по совершенствованию структуры научных организаций, находящихся в ведении ФАНО.
Является главным редактором журналов «Известия РАН. Серия математическая» и «Регулярная и хаотическая динамика». Также входит в редколлегии ряда ведущих журналов по математике и механике. В 2010—2012 годах был главным редактором журнала «Квант».
Член экспертной комиссии Российского совета олимпиад школьников по математике.
С 2010 года — член Консультативного научного Совета Фонда «Сколково». В 2015 г. возглавил кафедру математики НИТУ «МИСиС».
22 марта 2017 года был назначен исполняющим обязанности главы Российской академии наук до выборов нового президента РАН, перенесённых с весны на осень, и утверждён в этой должности с 24 марта Распоряжением Правительства России. 11 апреля в интервью «Российской газете» заявил, что не планирует выдвигать свою кандидатуру осенью. В сентябре, за несколько дней до выборов, подтвердил отсутствие амбиций стать президентом РАН, отметил правильность вызывавшей споры идеи согласования кандидатов с руководством страны, причём «…в самом широком смысле — с правительством <…>, с администрацией президента, с Минобрнауки <…> с ФАНО…», и подчеркнул, что новому главе РАН удастся реализовать свою программу «только в каждодневном диалоге с властью». После избрания 26 сентября 2017 года президентом РАН Александра Сергеева сложил полномочия, но остался членом Президиума — причём сразу в двух ролях: как вице-президент РАН и как академик-секретарь Отделения математических наук.

## Научная деятельность
Основные направления исследований В. В. Козлова: теоретическая механика, проблема точной интегрируемости уравнений движения, вариационные методы механики, теория устойчивости движения, динамика твёрдого тела, неголономная механика, теория удара, симметрии и интегральные инварианты, математические вопросы статистической механики, эргодическая теория и математическая физика.
Решил ряд классических задач: задачу Пуанкаре о несуществовании дополнительных законов сохранения для тяжёлого несимметричного твёрдого тела с неподвижной точкой, задачу Пэнлеве — Голубева о ветвлении решений уравнений динамики в плоскости комплексного времени и наличии полного набора голоморфных первых интегралов уравнений Гамильтона, задачу Чаплыгина о падении твёрдого тела в безграничном объёме идеальной жидкости.
Впервые дал полное и строгое доказательство теоремы о неустойчивости равновесий в поле с гармоническим потенциалом, высказанной Ирншоу.

## Основные работы
- Методы качественного анализа в динамике твердого тела / В. В. Козлов. — М. : Изд-во МГУ, 1980. — 230 с. : ил.; 20 см.
  - Изд. 2-е, доп. — Ижевск ; Москва : R&C Dynamics ; 2000. — 247 с. : ил.; 21 см; ISBN 978-5-93972-011-0 : 1000 экз
- Биллиарды. Генетическое введение в динамику систем с ударами / В. В. Козлов, Д. В. Трещев. — М. : Изд-во МГУ, 1991. — 166,[2] с. : ил.; 21 см; ISBN 5-211-01566-5;
- Симметрии, топология и резонансы в гамильтоновой механике / В. В. Козлов. — Ижевск : Изд-во Удм. гос. ун-та, 1995. — 429 с. : ил.; 22 см; ISBN 5-7029-0126-6;
- Асимптотики решений сильно нелинейных систем дифференциальных уравнений / В. В. Козлов, С. Д. Фурта. — М. : Изд-во Моск. ун-та, 1996. — 243,[1] с.; 20 см; ISBN 5-211-03775-8
  - Изд. 2-е, испр. и доп. — Москва : [б. и.] ; Ижевск : Институт компьютерных исследований, 2009. — 311 с. : ил.; 21 см; ISBN 978-5-93972-739-6
- Общая теория вихрей. Ижевск, 1998;
  - Изд. 2-е, испр. и доп. — Москва ; Ижевск : Ин-т компьютерных исслед., 2013. — 324 с. : ил.; 21 см. — (Библиотека журнала «Регулярная и хаотическая динамика»).; ISBN 978-5-4344-0110-4
- Тепловое равновесие по Гиббсу и Пуанкаре / В. В. Козлов. — М. ; Ижевск : Ин-т компьютер. исслед., 2002. — 319 с. : ил.; 21 см; ISBN 5-93972-187-7;
- Математические аспекты классической и небесной механики. 2-е изд. М., 2002 (в соавт. с В. И. Арнольдом и А. И. Нейштадтом);
- Ансамбли Гиббса и неравновесная статистическая механика / В. В. Козлов. — Москва : НИЦ «Регулярная и хаотическая динамика» ; Ижевск : Ин-т компьютерных исслед., 2008. — 203 с. : ил.; 21 см; ISBN 978-5-93972-645-0
- Избранные работы по математике, механике и математической физике : [сборник] / В. В. Козлов. — Москва ; Ин-т компьютерных исслед. ; Ижевск : R&C Dynamics, 2010. — 671 с., [1] л. цв. портр. : ил.; 25 см; ISBN 978-5-93972-799-0
- «A memoir on integrable systems» (2014, в соавт.)

### Учебники и учебные пособия для средней школы
- Математика : учебник для 1-го класса общеобразовательных организаций / В. В. Козлов, А. А. Никитин, О. А. Никитина; под редакцией академика В. В. Козлова, академика РАО А. А. Никитина ; Министерство науки и высшего образования РФ, Новосибирский государственный университет, Гуманитарный институт, Научно-образовательный центр «Наследие». — Новосибирск : ИПЦ НГУ, 2021-. — 29 см. Ч. 1. — 2021. — 169, [1] с. : ил., табл.; ISBN 978-5-4437-1193-5 : 100 экз.
- Математика : учебник для 5-го класса общеобразовательных учреждений / [В. В. Козлов]; под ред. В. В. Козлова, А. А. Никитина. — Москва : Русское слово, 2012. — 351, [1] с. : ил. цв. ил., табл.; 22 см. — (ФГОС. Инновационная школа) (Многоуровневое обучение).; ISBN 978-5-91218-649-3
- Математика : учебник для 6 класса общеобразовательных учреждений / [В. В. Козлов и др.]; под ред. В. В. Козлова, А. А. Никитина. — Москва : Русское слово, 2013. — 325, [1] с. : ил.; 22 см. — (ФГОС. Инновационная школа).; ISBN 978-5-91218-759-9
- Математика. Алгебра и геометрия [Текст] : учебник для 7-го класса общеобразовательных организаций : многоуровневое обучение / В. В. Козлов [и др.]; под ред. В. В. Козлова, А. А. Никитина. — 2-е изд. — Москва : Русское слово, 2015. — 382, [1] с. : ил.; 22 см. — (Инновационная школа).; ISBN 978-5-00092-215-6 : 2 000 экз.
- Математика. Алгебра и геометрия : учебник для 8 класса общеобразовательных организаций / [В. В. Козлов и др. ; под ред. В. В. Козлова, А. А. Никитина]. — Москва : Русское слово, 2014. — 366, [1] с. : ил.; 22 см. — (Инновационная школа. Многоуровневое обучение).; ISBN 978-5-00007-532-6
- Математика. Алгебра и геометрия. 9 класс [Текст] : учебник для 9-го класса общеобразовательных организаций / В. В. Козлов [и др.]; под ред. В. В. Козлова, А. А. Никитина. — Москва : Русское слово, 2015. — 375, [1] с. : ил., табл., цв. ил.; 22 см. — (Инновационная школа. Многоуровневое обучение).; ISBN 978-5-00092-049-7 : 2000 экз.
- Математика. Алгебра и начала математического анализа, геометрия [Текст] : учебник для 10 класса общеобразовательных организаций : базовый и углубленный уровни / [В. В. Козлов и др.]; под ред. В. В. Козлова и А. А. Никитина. — Москва : Русское слово, 2014. — 462, [1] с. : ил., табл., цв. ил.; 22 см. — (Инновационная школа) (Многоуровневое обучение).; ISBN 978-5-00007-559-3
- а также рабочие тетради, методические пособия и книги для учителя к данным учебникам[15]

## Награды
- Премия Ленинского комсомола (1977) — за цикл работ по исследованию методов качественного анализа в динамике твёрдого тела[16];
- премия имени М. В. Ломоносова (1986) — за цикл работ «Вариационные методы в классической механике»[16];
- Государственная премия Российской Федерации (10 июня 1994) — за цикл работ «Динамика сложных механических систем»[17];
- орден Почёта (22 декабря 1999) — за заслуги перед государством, многолетний добросовестный труд и большой вклад в укрепление дружбы и сотрудничества между народами[18];
- премия имени С. В. Ковалевской (1999) — за цикл работ «Тензорные инварианты уравнений динамики»[16];
- орден «За заслуги перед Отечеством» IV степени (4 ноября 2005) — за большой вклад в развитие отечественной науки[19];
- золотая медаль имени Леонарда Эйлера (2007) — за цикл работ по нелинейным гамильтоновым системам дифференциальных уравнений[16];
- орден «За заслуги перед Отечеством» III степени (17 сентября 2009) — за большой вклад в развитие отечественной науки в области математики и механики и подготовку квалифицированных научных кадров[20];
- премия Правительства Российской Федерации в области образования (2010) — за инновационную разработку «Создание нового направления высшего профессионального образования „Инноватика“, его научное и учебно-методическое обеспечение, экспериментальная отработка и широкое внедрение в практику отечественных университетов»[21];
- орден «За заслуги перед Отечеством» II степени (14 августа 2014) — за большой вклад в развитие науки, образования, подготовку квалифицированных специалистов и многолетнюю плодотворную деятельность[22];
- золотая медаль имени С. А. Чаплыгина (2015) — за цикл работ по аналитической механике и теории устойчивости движения[16];
- орден Александра Невского (28 октября 2019) — за большой вклад в развитие науки и многолетнюю добросовестную работу[23];
- Gili Agostinelli Prize[вд] (2009)[24];
- орден «За заслуги перед Отечеством» I степени (5 февраля 2024) — за большой вклад в развитие отечественной науки, многолетнюю плодотворную деятельность и в связи с 300-летием со дня основания Российской академии наук[25].